# Едмънд Спенсър
Едмънд Спенсър (1552 – 13 януари 1599) е виден английски поет, поет лауреат, най-известен със своята епична поема Кралицата на феите, възхваляваща посредством фантастична алегория династията Тюдор и кралица Елизабет I (Глориана).

## Живот и творчество
Едмънд Спенсър е роден в Лондон през 1552 г. син на шивача Джон Спенсър и съпругата му Елизабет. Едмънд има поне една сестра и няколко братя. Той получава образованието си в училището Мърчънт Тейлър в Лондон, където изучава латински. Счита се, че някои от стихотворенията, публикувани в сборника Theatre for Worldings от фламандския бежанец Ян ван дер Нууд на 25 май 1569 г., са написани или преведени от младия Спенсър.
През 1572 г. Спенсър следва в колежа Пембрук, Кеймбридж и получава бакалавърска степен, а през 1576 г. магистърска. Въпреки че трябва да работи и вероятно има здравословни проблеми Спенсър черпи полза от следването си. Там овладява древногръцки и най-вероятно чете Платон в оригинал. В колежа Спенсър се запознава с Гейбриъл Харви, който го запознава с важни личности и потенциални покровители, като Робърт Дъдли, граф на Лестър. След напускането си на Кеймбридж Спенсър живее известно време в Северна Англия, където се влюбва в девойката Роуз, която нарича с анаграмата Розалинд. През 1579 г. Спенсър издава първия си том с поезия, посветеният на сър Филип Сидни Календарът на пастира, състоящ се от 12 стихотворения, съответстващи на 12-те месеца. Творбата започва и завършва с жалбите на Колин Клаут през януари и декември. Останалите стихотворения са за любовта, поезията и религията. Април съдържа възхвала на кралицата на пастирите Елиза (Елизабет I). Календарът на пастира се счита за своеобразен пролог към най-голямата творба на Спенсър Кралицата на феите.
Приятелят на Спенсър Харви го убеждава да се върне на юг, където го запознава със сър Филип Сидни, който го представя в двора и с когото обсъждат поезия. През 1577 г. Спенсър посещава Ирландия, а през същата година или през следващата влиза на служба при графа на Лестър. През 1580 г. отива в Ирландия, вероятно на служба при новоназначения заместник-лорд Артър Грей (модел на героя от Кралицата на феите Артегал, олицетворение на справедливостта). Скоро след пристигането си Спенсър придружава Грей в известния изнурителен поход до Мюнстър, където англичаните обсаждат и по-многобройна и по-добре снабдена папска и испанска войска при Смеруик. След което екзекутират 600 от пленниците. Когато земите на осъдения на смърт граф на Дезмънд са разпределени Спенсър получава 3028 акра близо до Донерейл, включително стария замък в Килколман. Сред познатите му от района е Уолтър Рали, съ-колонист.
Спенсър се надява чрез поезията си да си намери място в кралския двор, където заедно с Роли занася първите три книги от Кралицата на феите и получава аудиенция при кралицата. Той обаче дръзко се противопоставя на основния секретар на кралицата, Уилям Сесил и единственото, което получава за работата си е пенсия през 1591 г. Когато е предложено да получи 100 лири стерлинг годишно за своята поема Сесил отвръща „Какво, всичко това за една песен?“. Вместо това получава 50. Спенсър пише памфлет против Сесил, който веднага е иззет.
В началото на 1590-те години Спенсър пише памфлет озаглавен Възглед върху днешното състояние на Ирландия. Ръкописът е публикуван през 1633 г. Памфлетът твърди, че Ирландия никога няма да бъде напълно „омиротворена“ от англичаните докато местният език и обичаи не се унищожат, посредством насилие, ако е нужно. Спенсър препоръчва тактиката на изгорена земя, каквото е наблюдавал по време на Дезмъндовите бунтове, за да се създаде глад. Спенсър изразява известна похвала на келтската поетична традиция, но също така използва тенденциозен и неправдоподобен анализ, за да докаже, че ирландците са потомци на варварите скити. Оливър Кромуел, който повече от който и да е друг английски държавник прилага предложенията на Спенсър, предоставя бившите владенията на Спенсър на внука му през 1657 г.
На 11 юни 1594 г. Спенсър се жени за Елизабет Бойл, скоро след което е публикуван том със сонетите му Аморети, посветени на ухажването на съпругата му и стихотворението Епиталамион, посветено на сватбената му церемония. Според Аморети 80 поетът е завършил втората част на Кралицата на феите (книги IV-VI), когато се жени, макар да е публикувана през 1596 г. Спенсър е изгонен от дома си по време на бунта на Тайрон през 1598 г. Замъкът му в Килколман, близо до Донерейл, северен Корк, е изгорен и се смята, че едно от невръстните му деца загива в пожара, а според местна легенда умира и съпругата му. Спенсър притежава друг имот, на юг в Рени, на скала над р. Блекуотър в северен Корк. Руините му са все още видими днес. Недалече е растял „Дъбът на Спенсър“, който е унищожен от светкавица през 1960-те години. Според местната легенда той пише част от или цялата Кралица на феите под дървото. На следващата година Спенсър отива в Лондон, където умира според Бен Джонсън от „липса на хляб“ на 13 януари 1599 г. Графът на Есекс плаща за погребението му. Погребан е в Уестминстърското абатство до своя учител Джефри Чосър. Ковчегът му е носен от други поети и те хвърлят писалки и стихове в гроба сред много сълзи.
Езикът на Спенсъровата поезия е преднамерено архаичен, напомнящ по-ранни творби като Кентърбърийските истории на Джефри Чосър, комуто Спенсър дълбоко се възхищава.

## Структура на Спенсъровата строфа и сонет
Спенсър използва специфична поетична форма, наречена Спенсърова строфа, в няколко творби, включително Кралицата на феите. Състои се от осем реда ямбичен пентаметър, а последният ред е хекзаметър, известен като александрин. Римата е следната: ababbcbcc.
Спенсъровият сонет е нещо средно между Петрарковия (италиански) и Шекспировия (английски) сонет. Подобно на Шекспировия сонет се състои от три четиристишия и двустишие, но в традицията на Петрарка, заключението е следствие от тезата изразена в четиристишията. Римата се различава от Шекспировия сонет: abab bcbc cdcd ee.

## Произведения
- Iambicum Trimetrum
- 1569: Jan van der Noodt's A theatre for Worldlings, including poems translated into English by Spenser from French sources, published by Henry Bynneman in London
- 1579: The Shepheardes Calender, публикуван под псевдонима „Immerito“[5]
- 1590: The Faerie Queene, Книги 1 – 3
- 1591: Complaints, Containing sundrie small Poemes of the Worlds Vanitie:
  - „The Ruines of Time“
  - „The Teares of the Muses“
  - „Virgil's Gnat“
  - „Prosopopoia, or Mother Hubberds Tale“
  - „Ruines of Rome: by Bellay“
  - „Muiopotmos, or the Fate of the Butterflie“
  - „Visions of the worlds vanitie“
  - „The Visions of Bellay“
  - „The Visions of Petrarch“
- 1592: Axiochus, a translation of a pseudo-Platonic dialogue from the original Ancient Greek; published by Cuthbert Burbie; attributed to „Edw: Spenser", but the attribution is uncertain[6]
- 1592: Daphnaïda. An Elegy upon the death of the noble and vertuous Douglas Howard, Daughter and heire of Henry Lord Howard, Viscount Byndon, and wife of Arthure Gorges Esquier
- 1595: Amoretti and Epithalamion, съдържа:
  - „Amoretti“
  - „Epithalamion“
- 1595: Astrophel. A Pastorall Elegie vpon the death of the most Noble and valorous Knight, Sir Philip Sidney.
- 1595: Colin Clouts Come home againe
- 1596: Fowre Hymnes
- 1596: Prothalamion
- 1596: The Faerie Queene, Книги 4 – 6
- 1596: Babel, Empress of the East – a dedicatory poem prefaced to Lewes Lewkenor's The Commonwealth of Venice, 1599.

Посмъртни издания
- 1609: Two Cantos of Mutabilitie published together with a reprint of The Fairie Queene[7]
- 1611: First folio edition of Spenser's collected works
- 1633: A vewe of the present state of Irelande, a prose treatise on the reformation of Ireland

## За него
- Croft, Ryan J. „Sanctified Tyrannicide: Tyranny And Theology In John Ponet's Shorte Treatise Of Politike Power And Edmund „Spenser's The Faerie Queene“. Studies in Philosophy, 108.4 (2011): 538 – 571. MLA International Bibliography. Web. 8 октомври 2012.
- Johnson, William. „The struggle between good and evil in the first book of 'The Faerie Queene'“. English Studies, Vol. 74,
- Maley, Willy. „Spenser's Life“. The Oxford Dictionary of Edmund Spenser. Ed. Richard A. McCabe. 1st Ed. 2010. Print.
- Rust, Jennifer. „Spenser's The Faerie Queene“. Saint Louis University, St. Louis. 10 октомври 2007. No. 6. (December 1993) p. 507 – 519.